# Stadtmuseum Rapperswil-Jona

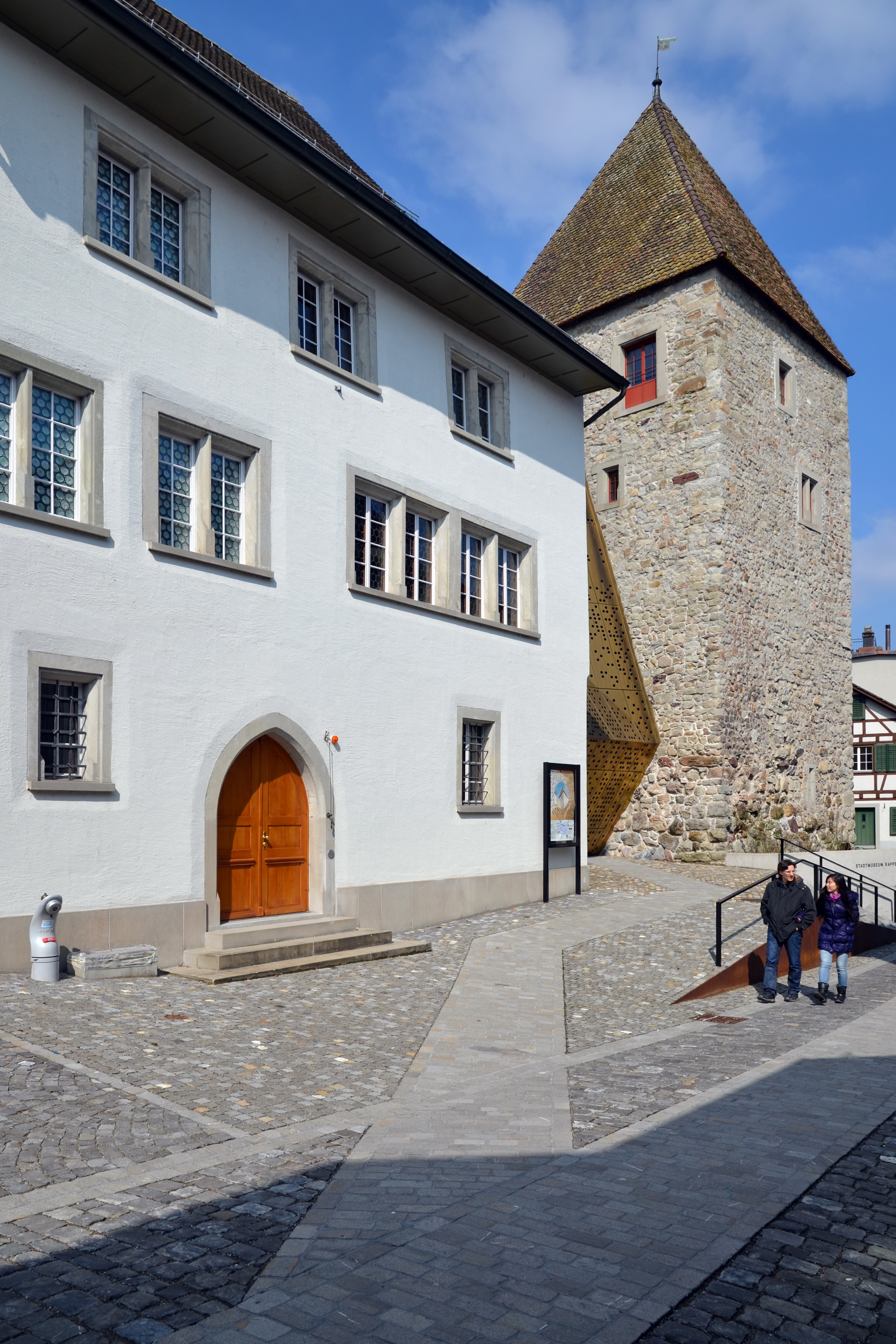
Stadtmuseum Rapperswil, mit Breny-Haus und Breny-Turm

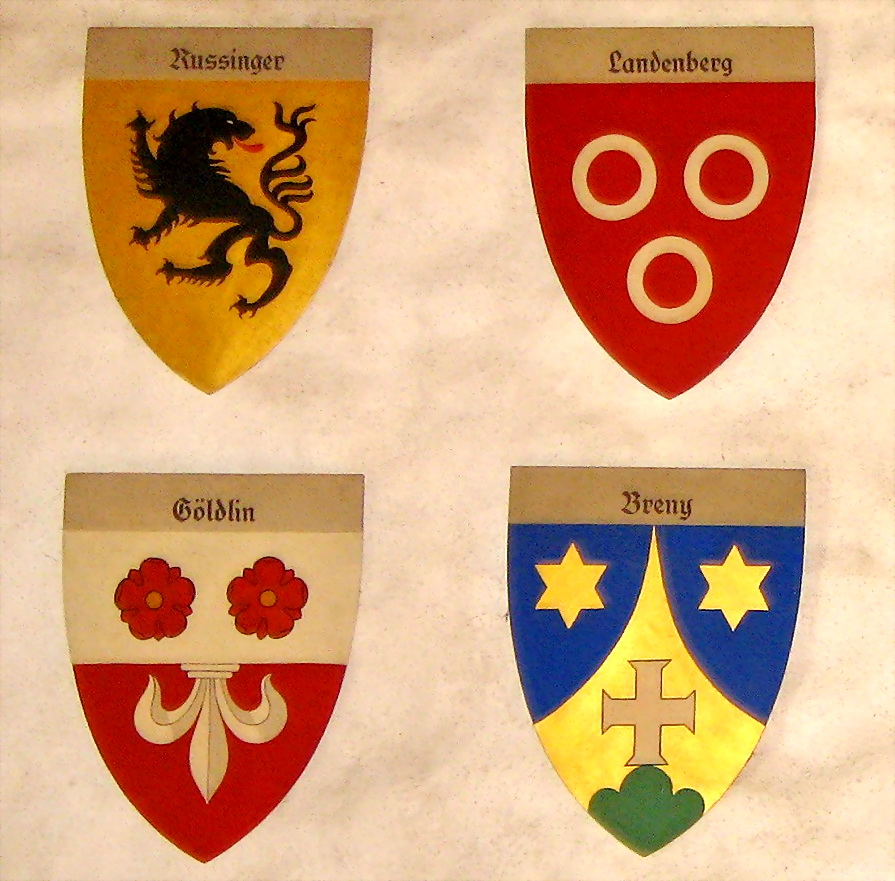
Wappenfolge im Eingangsbereich – Herren von Russikon, von Landenberg, Göldlin und Breny

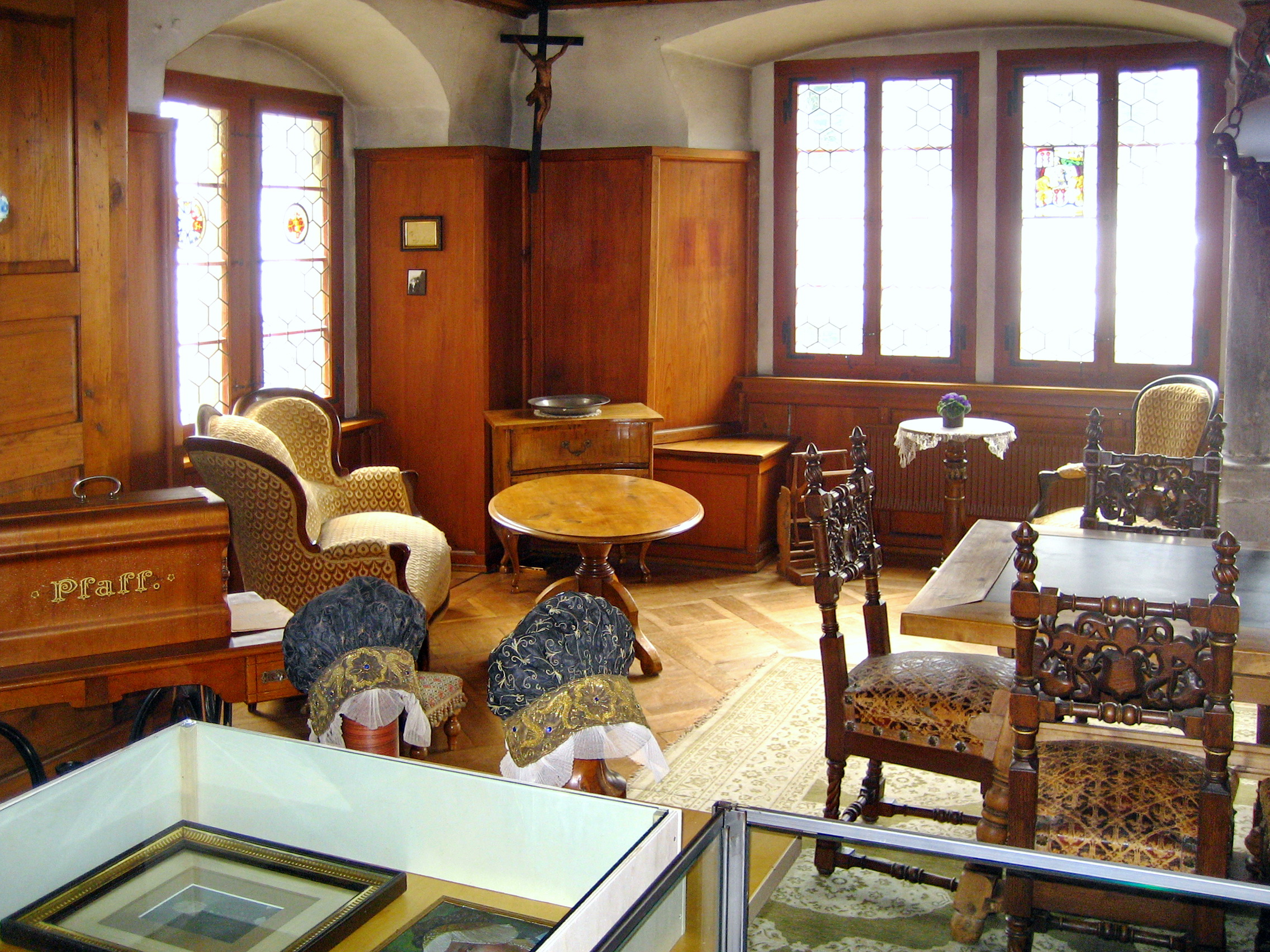
Innenansicht Breny-Haus

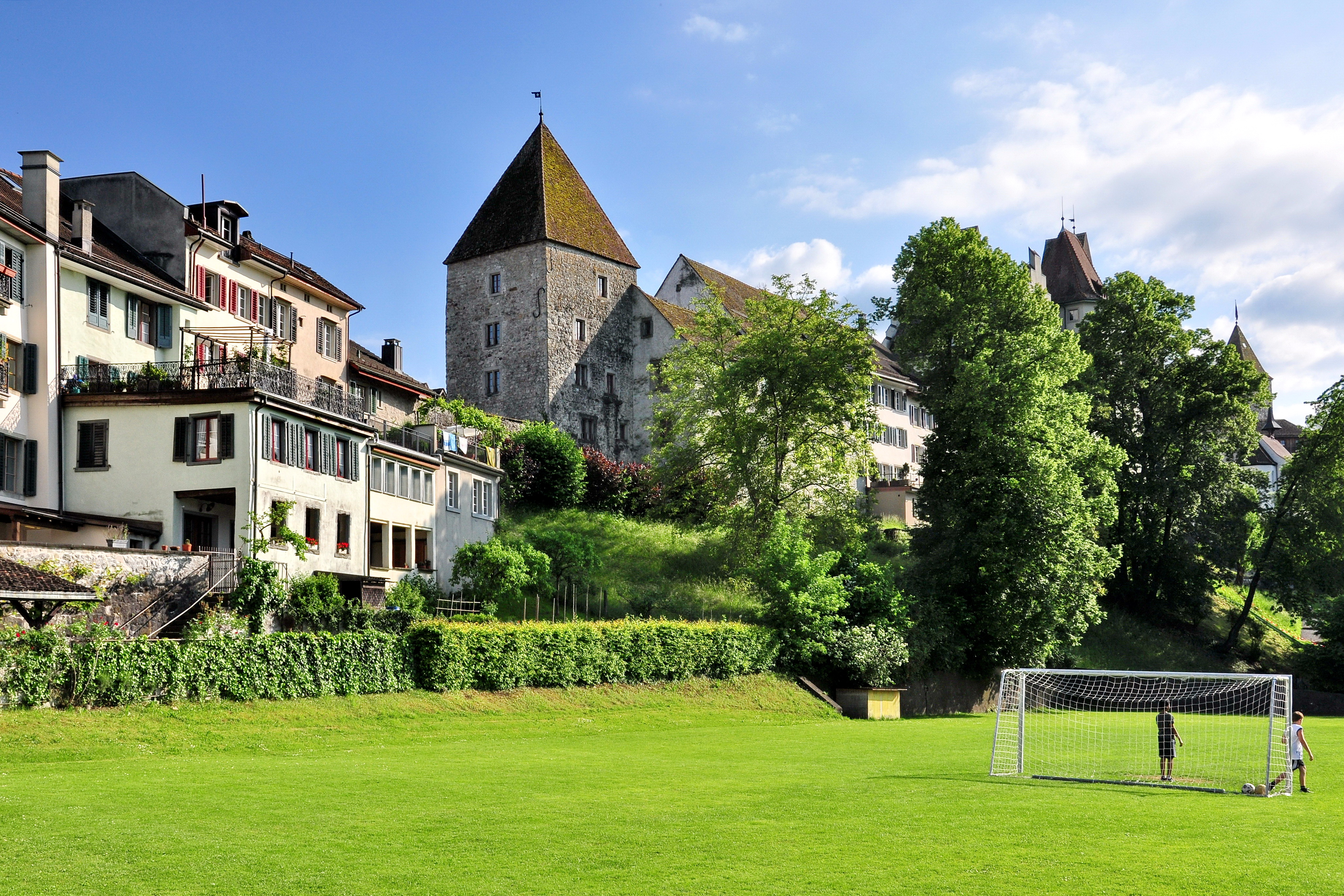
Westliche Stadtbefestigung mit Breny-Turm, Zwischentrakt und Breny-Haus, von der Giessi aus gesehen

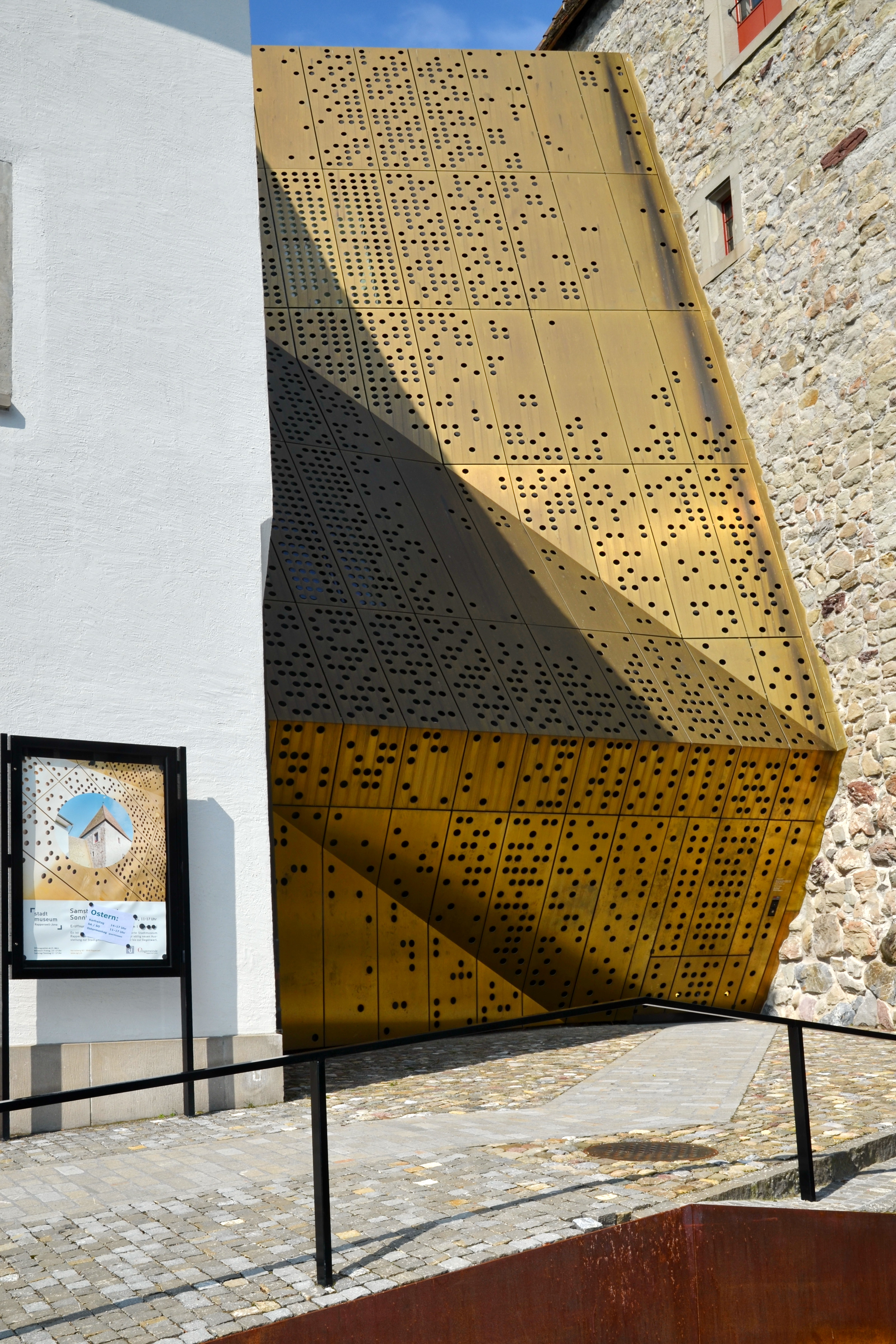
Zwischentrakt des Stadtmuseums

Das Stadtmuseum Rapperswil-Jona wurde 1943 als «Heimatmuseum von Rapperswil» gegründet. Untergebracht ist es im Breny-Haus und dem gleichnamigen Turm, am Herrenberg im Herzen der Altstadt von Rapperswil, einem Ortsteil der Schweizer Gemeinde Rapperswil-Jona im Kanton St. Gallen.

## Entstehungsgeschichte
Unter dem Patronat des Verkehrsvereins Rapperswil-Jona wurden 1943 Teile der Liegenschaft Paulina und Heinrika Breny als Heimatmuseum lokaler Geschichte und Kunst eingerichtet. Die Liegenschaft (Obere Halsgasse bis 1960) gelangte 1958 als Vermächtnis der Geschwister Breny in den Besitz der Ortsgemeinde Rapperswil-Jona. Seither sind die Namen Breny-Haus und Breny-Turm geläufig.

## Aktivitäten und Aktuelles

### Bauliche Sanierung / Neupräsentation der Sammlung
Nutzung und Standort wurden 2008/2009 im Rahmen des Projektes «Janus» überprüft, die Resultate öffentlich präsentiert und den Einwohnern von Rapperswil-Jona im Dezember 2009 zur Abstimmung vorgelegt. Das Stadtmuseum wurde vom Januar 2010 bis Oktober 2012 saniert und blieb derweil für Besucher geschlossen. Der sanierungsbedürftige Zwischentrakt wurde abgebrochen, durch einen zweckmässigen Neubau ersetzt und in das historische Strassenbild zwischen der Stadtpfarrkirche und dem Engelplatz eingepasst. Der markante Neubau des Zwischentrakts dient sowohl als Ausstellungsfläche als auch zur Erschliessung von Breny-Haus und Breny-Turm. Die die Stadtansicht prägende Nordseite blieb unverändert.
Investitions- und Betriebskosten von rund 5,6 Millionen Franken werden zwischen Ortsgemeinde und Politischer Gemeinde Rapperswil-Jona hälftig getragen. Gleichzeitig mit der Realisation des Projektes Janus wurden die aufgelaufenen Unterhaltsarbeiten an den Fassaden, Fenstern und Dächern der historischen Gebäude sowie an der Stadtmauer zulasten des Budgets der Ortsgemeinde angegangen. Die Ausstellung des Museums wurde nach neuesten Erkenntnissen erneuert und derzeit ganzjährig präsentiert.

### Sammlungsschwerpunkte
Sammlungsschwerpunkte sind, nebst Wechselausstellungen, prähistorische und römische Grabungsfunde vom Seegelände und insbesondere aus den umfangreichen Ausgrabungen bei Kempraten, das aus der römischen Siedlung Centum Prata hervorging. Diese Ausstellungsstücke sind mittlerweile im Kantonsmuseum in St. Gallen zugänglich. Weitere Ausstellungsobjekte sind mittelalterliche Wappensteine der Stadt Rapperswil, eine Trinkschale der Gräfin Elisabeth von Rapperswil, eine spätgotische Wohndiele und sakrale Goldschmiedekunst, darunter auch die Mitra, der Krummstab die Kreuzpartikel-Monstranz und Pontifikalgegenstände aus dem Klosterschatz der Prämonstratenserabtei Rüti, die im Juni 1525 während der Reformation aufgehoben wurde.
Der neue Zwischentrakt beherbergt den neugestalteten Eingangsbereich und Wechselausstellungen sowie ein Stadtmodell (Gesamtansicht von Rapperswil um 1800), Informationen zur Stadtgeschichte und Stadtbefestigung sowie Beispiele des mittelalterlichen Rapperswiler Gewerbes, wie Waffen, Apotheke, Schuhmacher-Werkstatt und Ofenkeramik im daran anschliessenden Breny-Haus.
Die bisherige konventionelle Präsentation der Sammlungsobjekte ist mit Vollendung des Neubaus einer «szenisch didaktischen Mischung von Geschichtserlebnis und Informationsvermittlung» gewichen. Schlüsselobjekte aus der Sammlung werden «im Zusammenspiel von visuellen und akustischen Umsetzungen» präsentiert, beispielsweise das lokale Gewerbe, Exponate zur Geschichte des Circus Knie und historische Stadtansichten mit multimedialer Präsentation.

## Exponate (Auswahl)

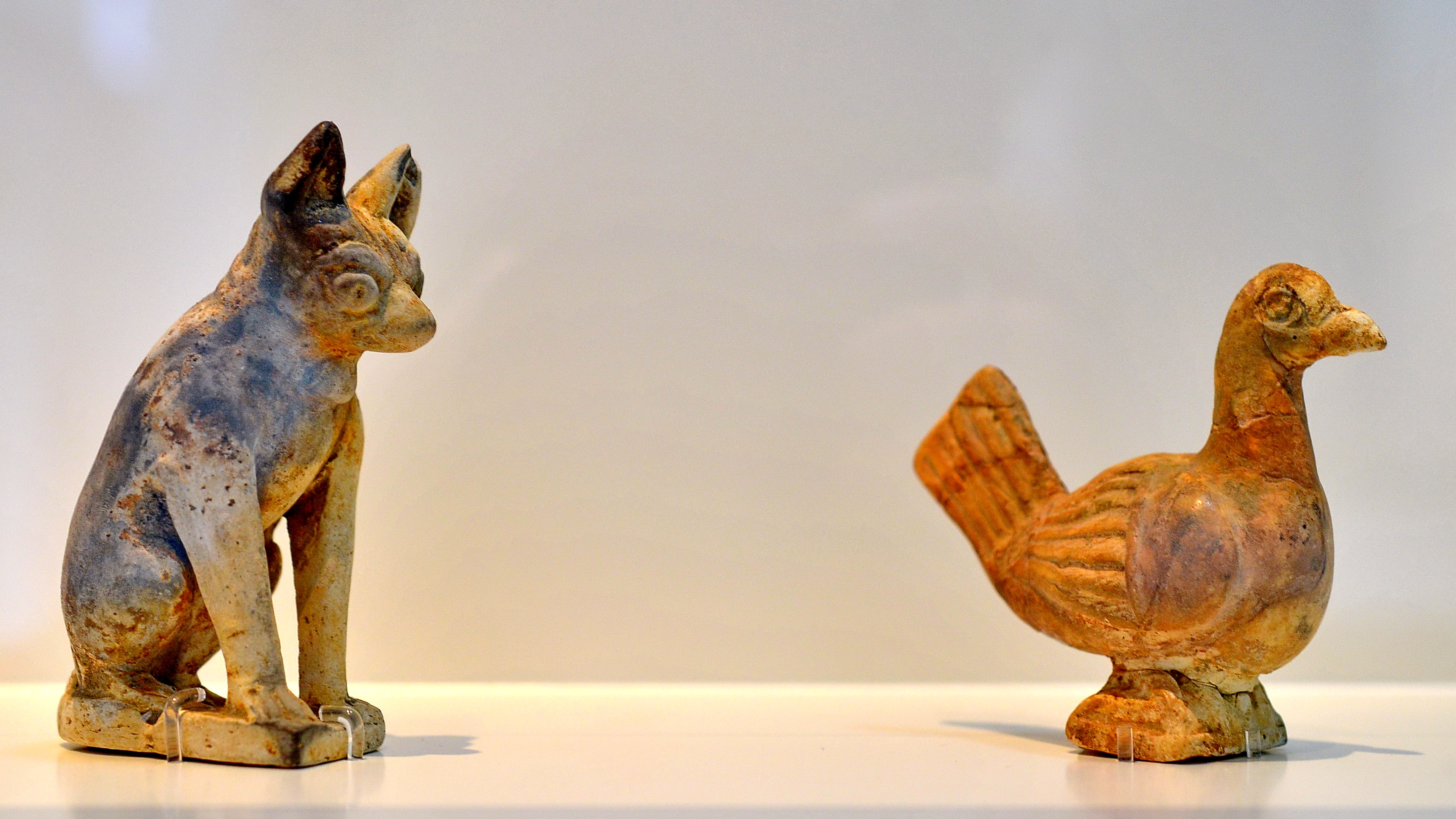
Gallorömische Fundstücke aus der Siedlung Centum Prata (Kempraten)
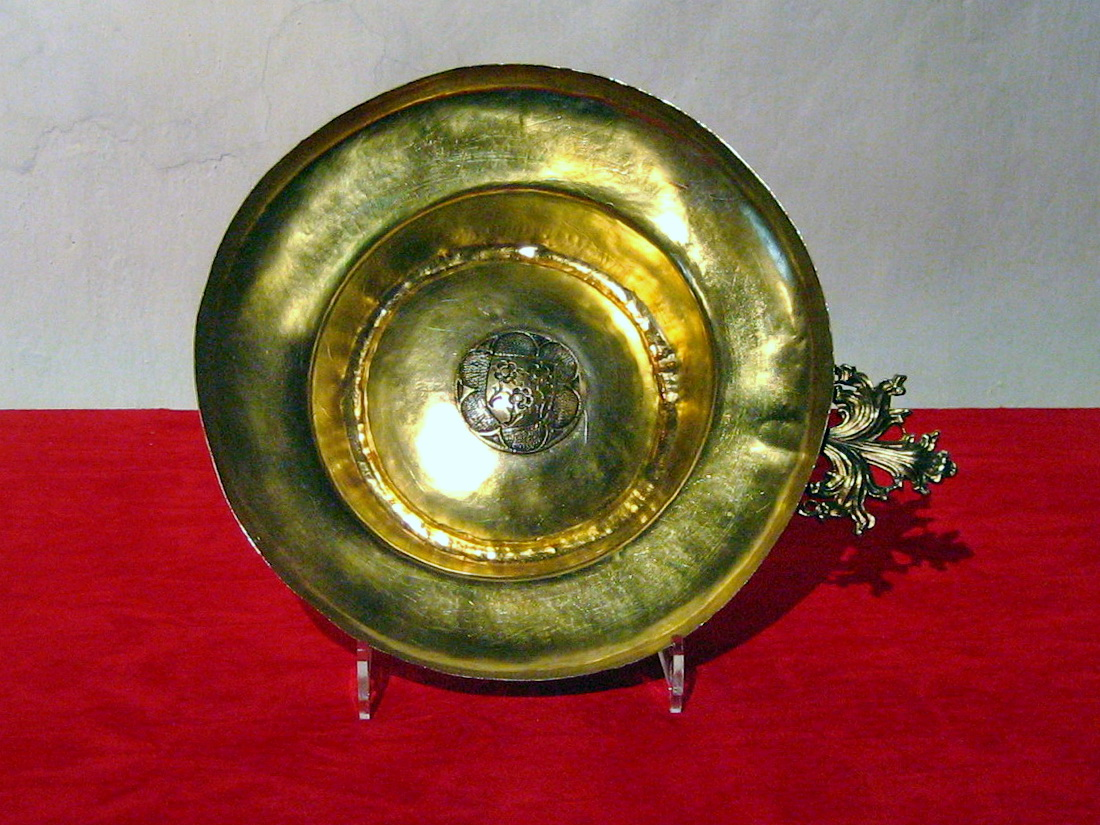
Elisabeth von Rapperswil: Trinkschale, nach 1300
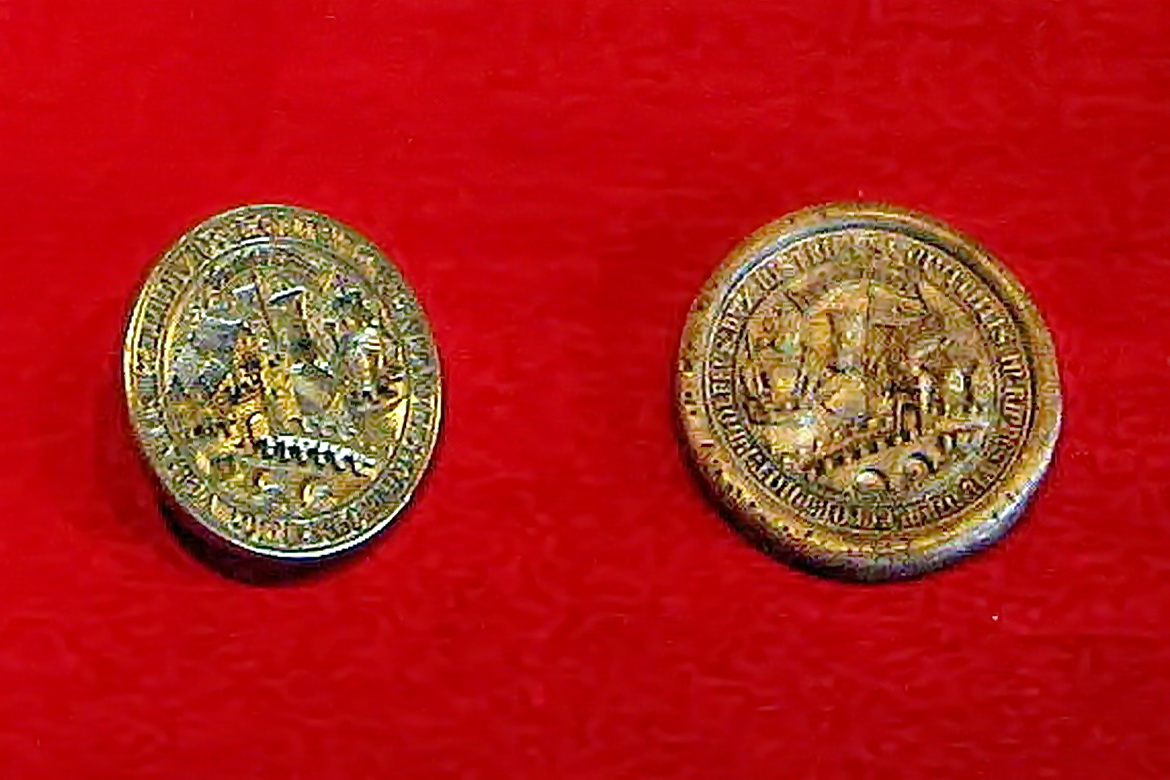
Grosses Stadtsiegel von Rapperswill mit Stadtvedute und Rudolf IV. von Habsburg-Österreich, 1361
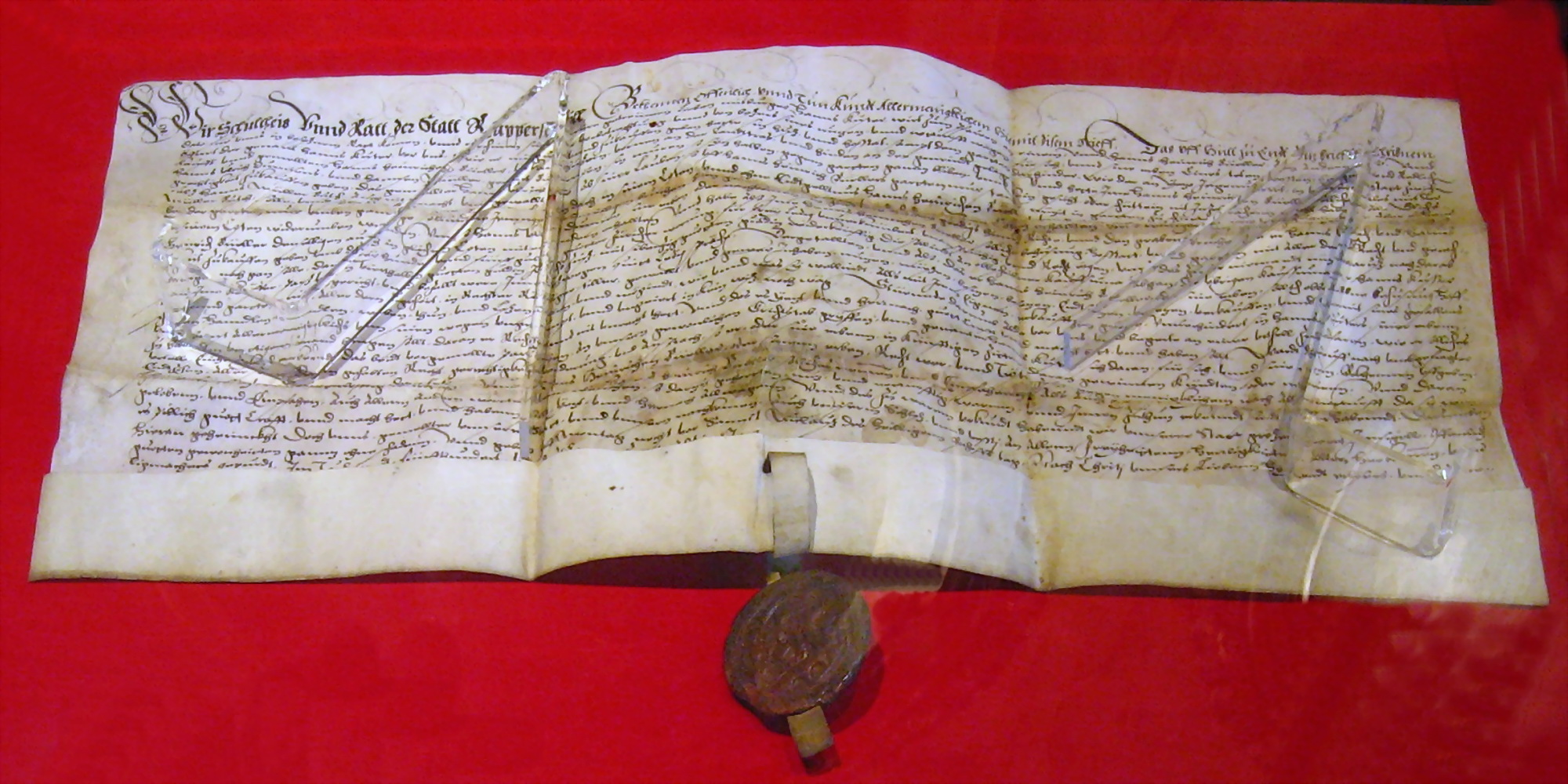
Urkunde (um 1356) mit Grossem Stadtsiegel
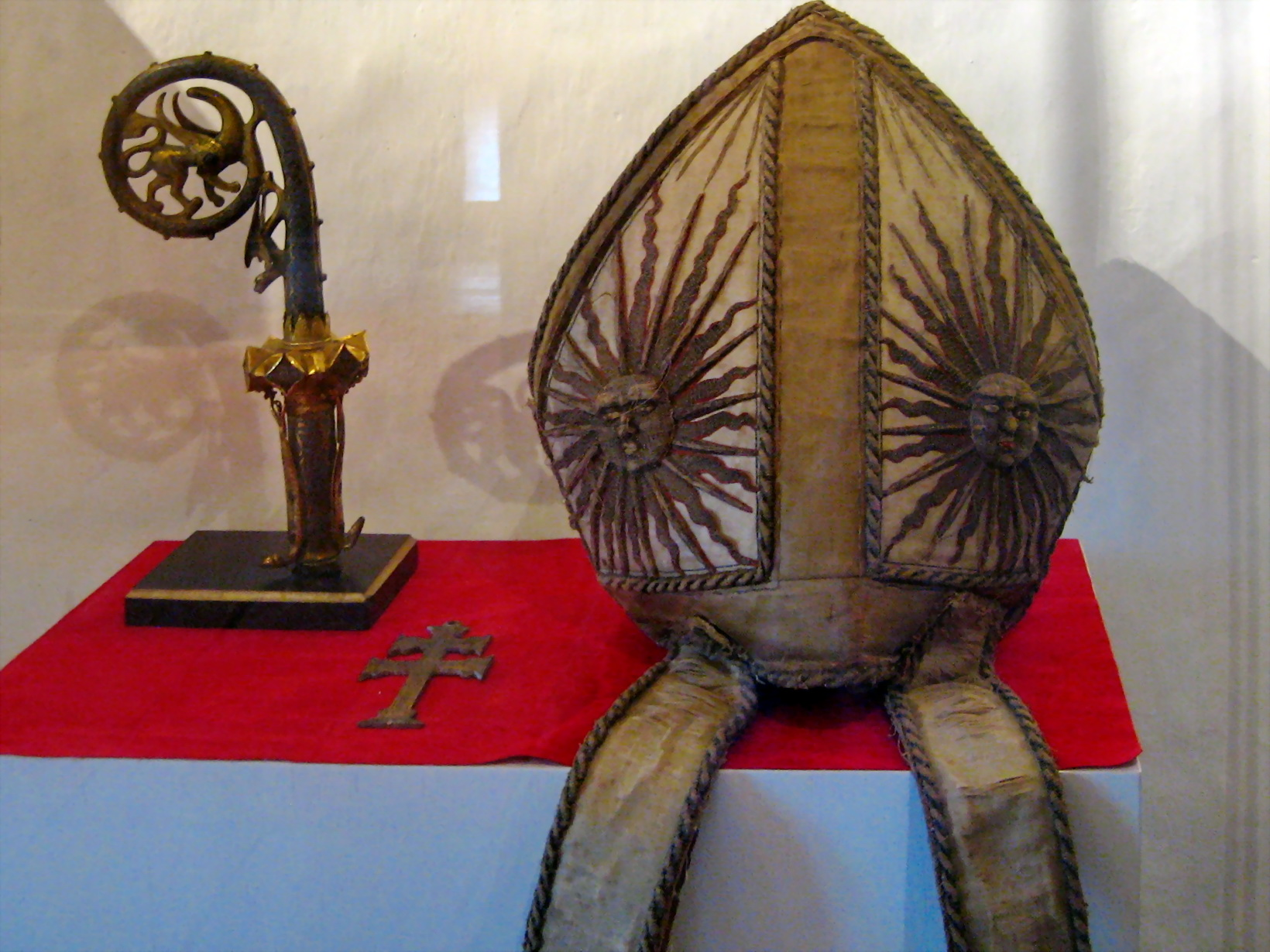
Mitra und Krummstab aus dem Klosterschatz der Prämonstratenserabtei Rüti (ZH)
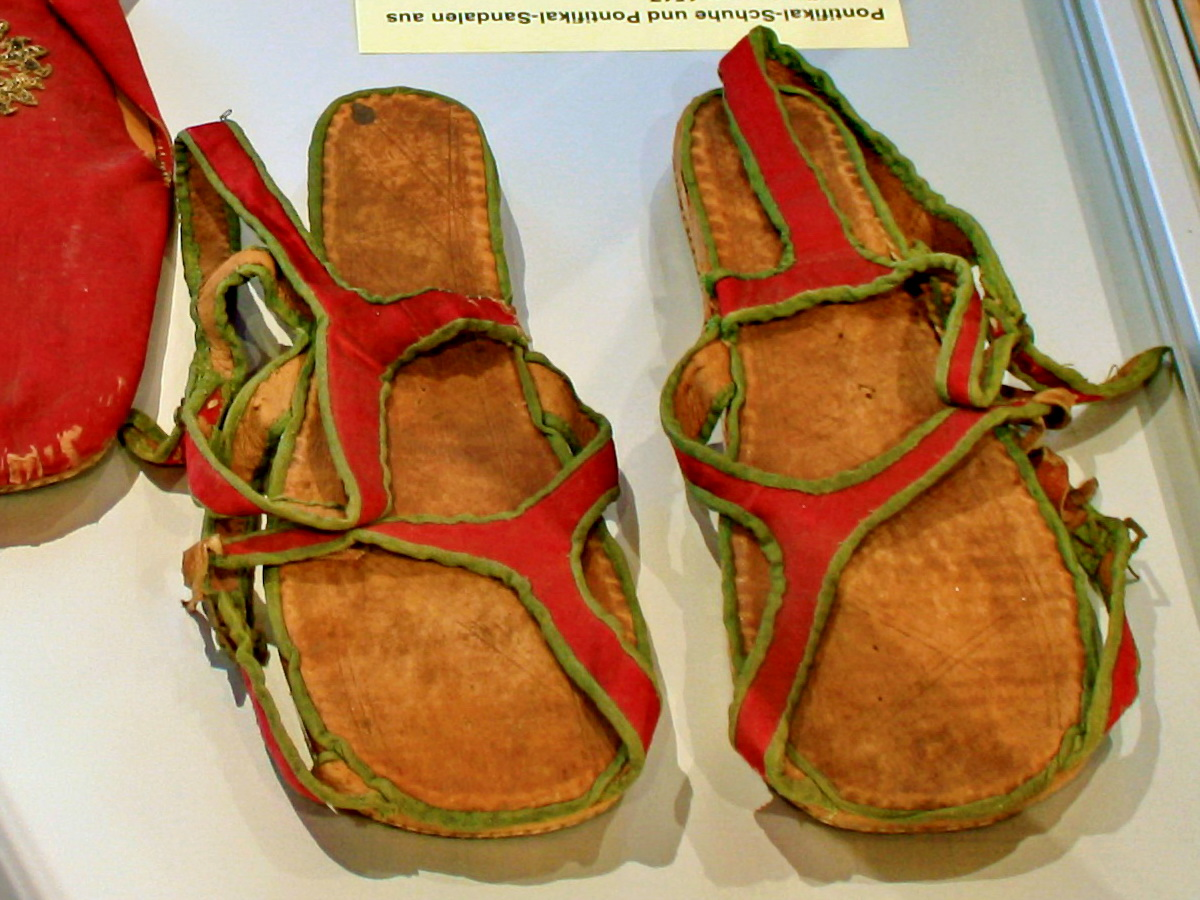
Pontifikalsandalen, Klosterschatz Rüti
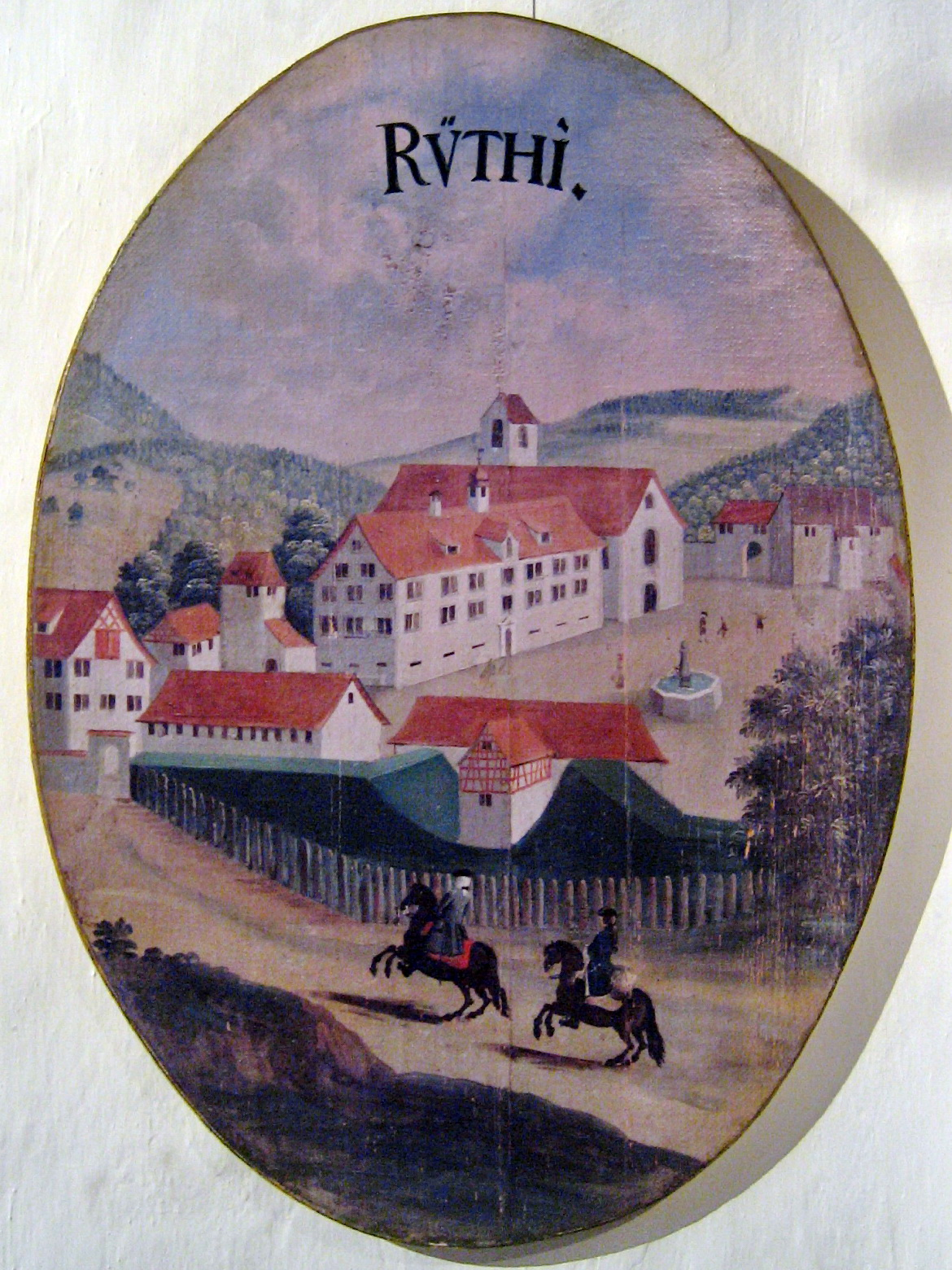
Plakette Amt Rüti
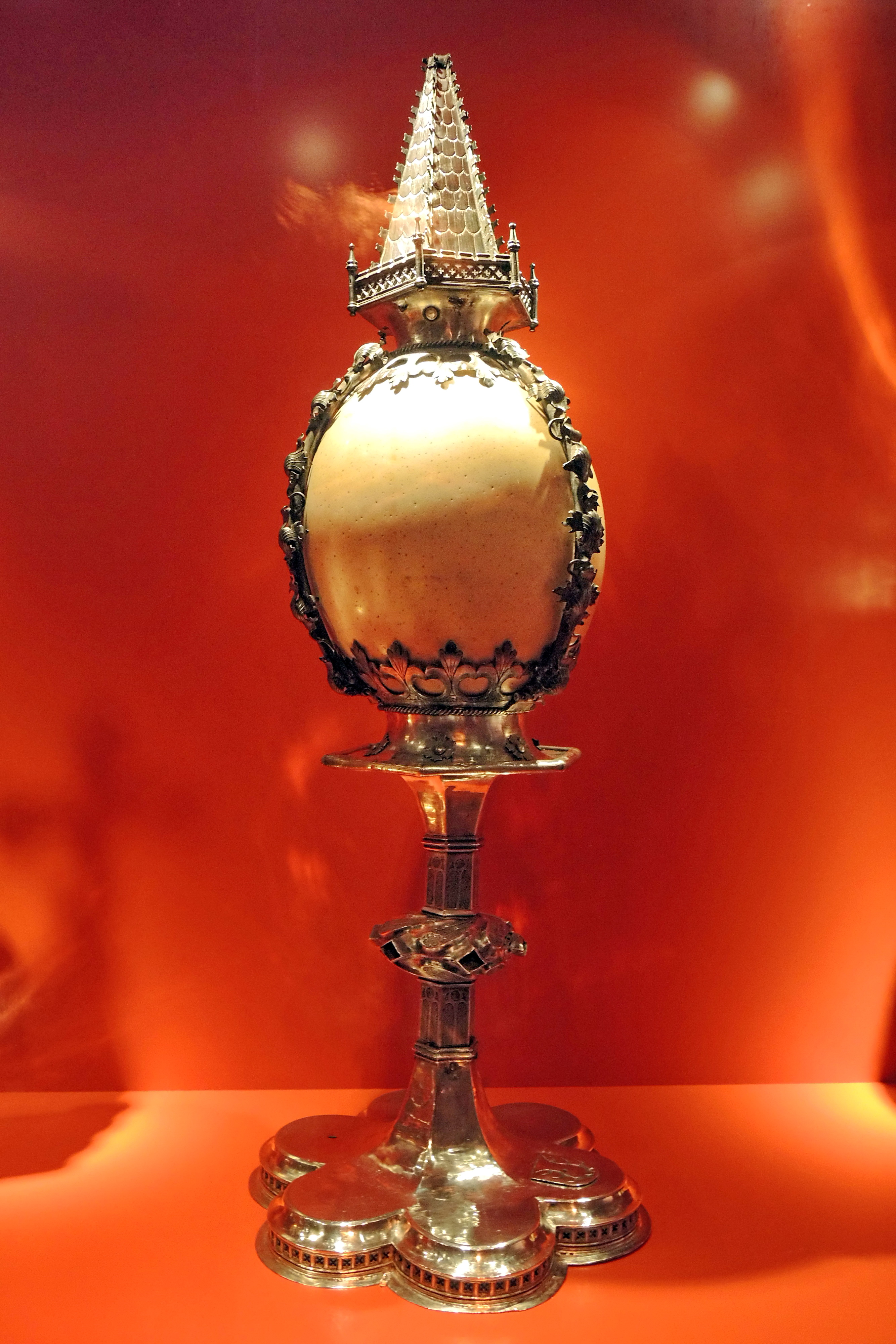
Straussenei-Reliquiar von Elisabeth Mätsch
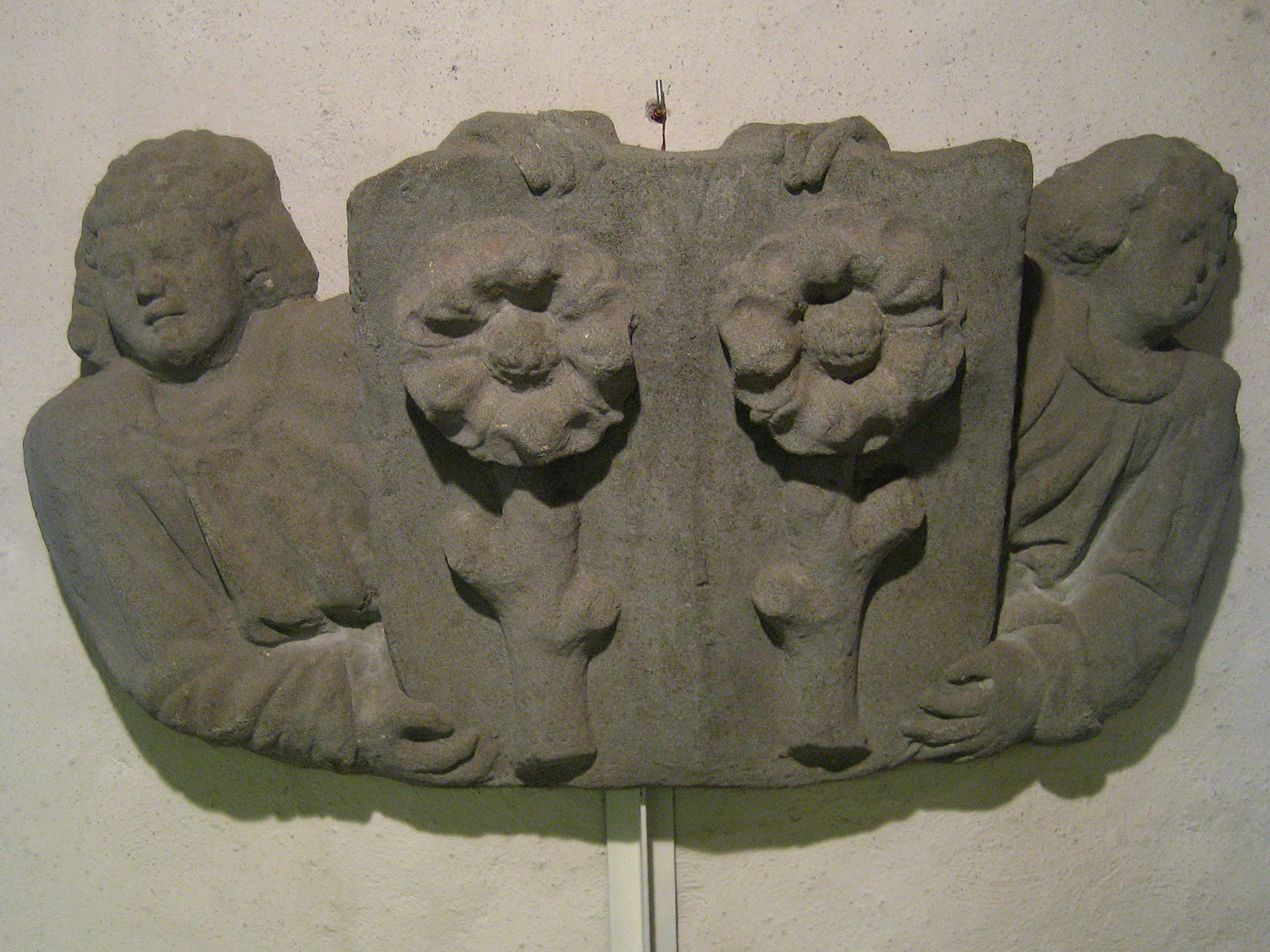
Wappen aus der Turmsakristei der Stadtpfarrkirche
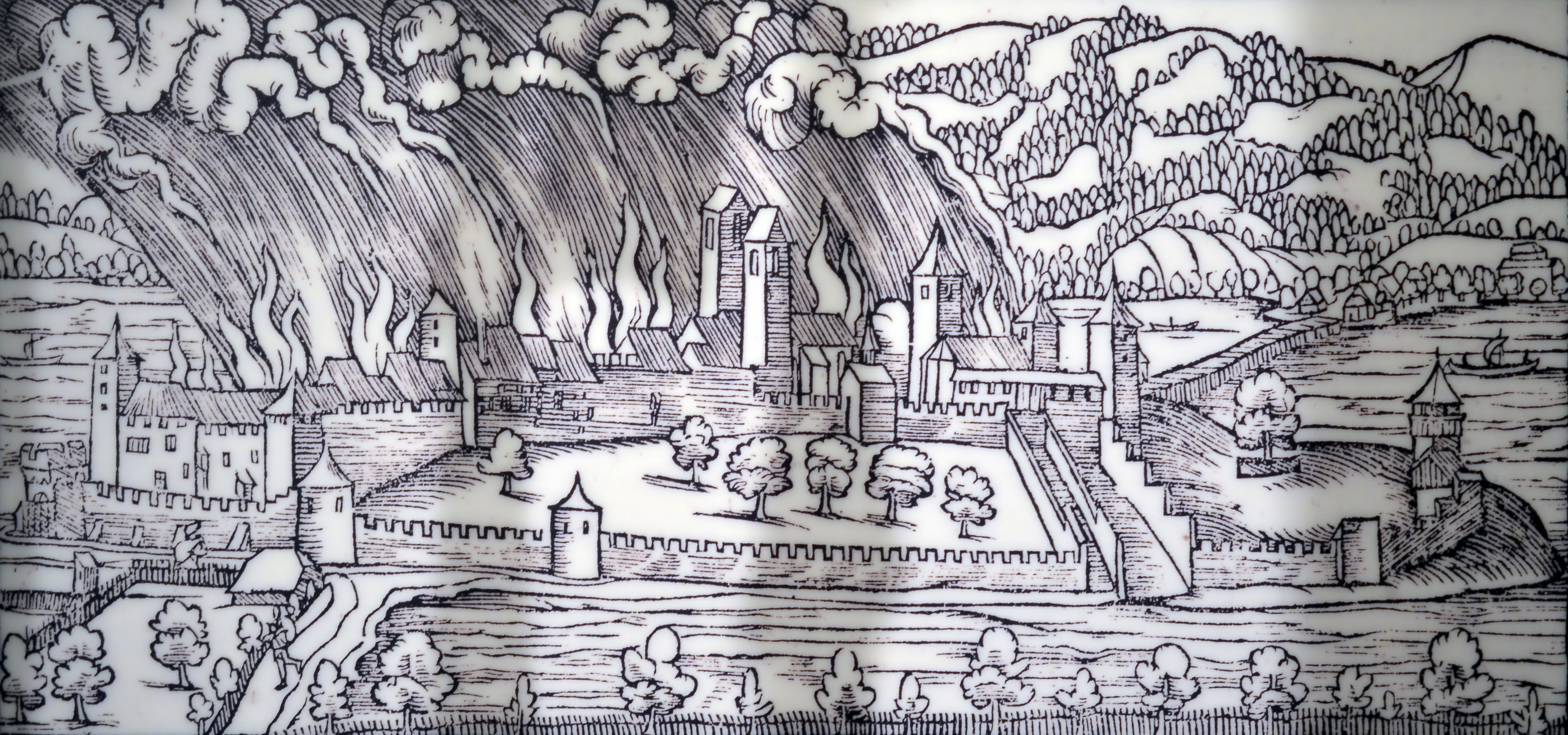
Zerstörung von Rapperswil, Faksimilie der Stumpf'schen Chronik von 1547/48
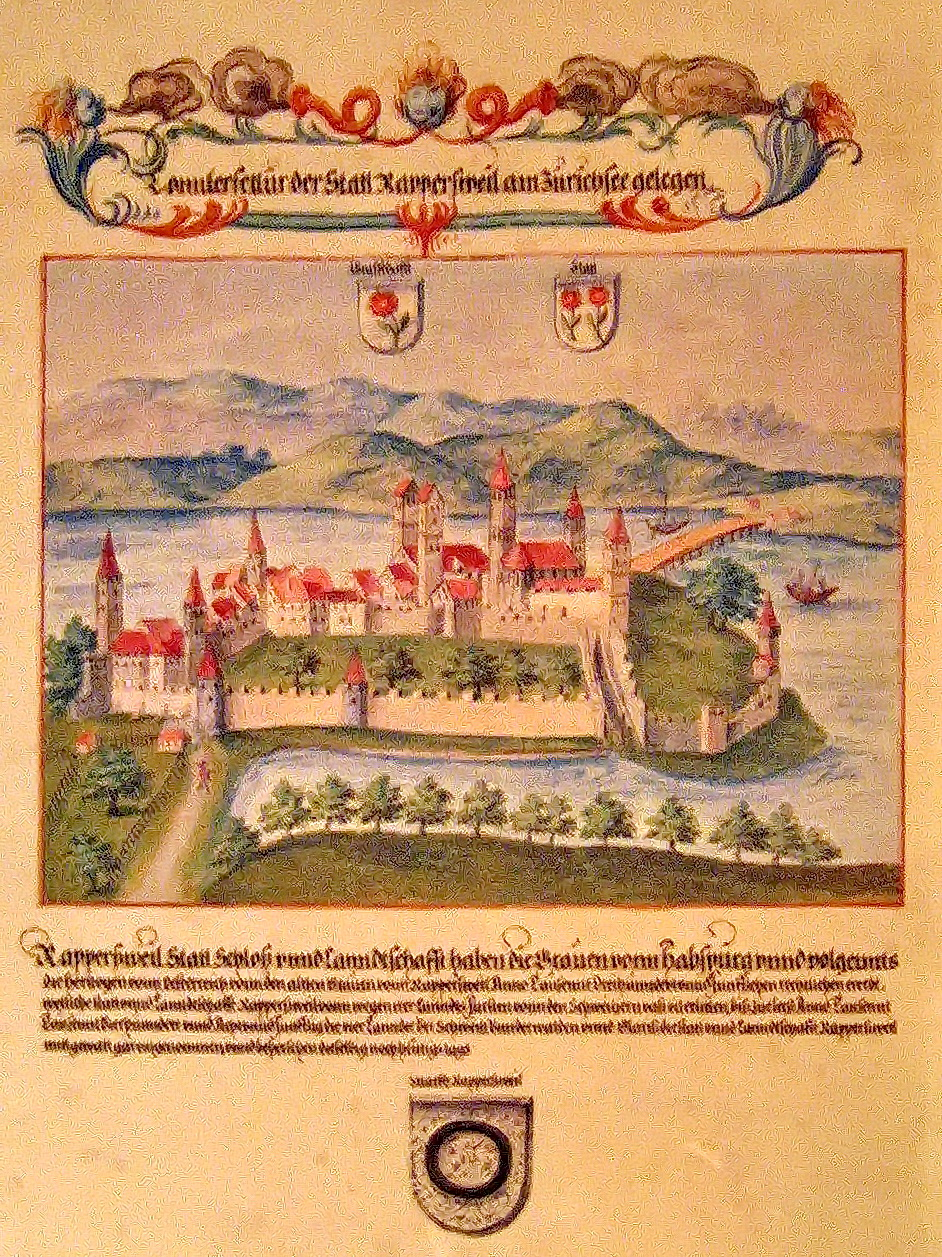
Codex Vindobonensis von 1550
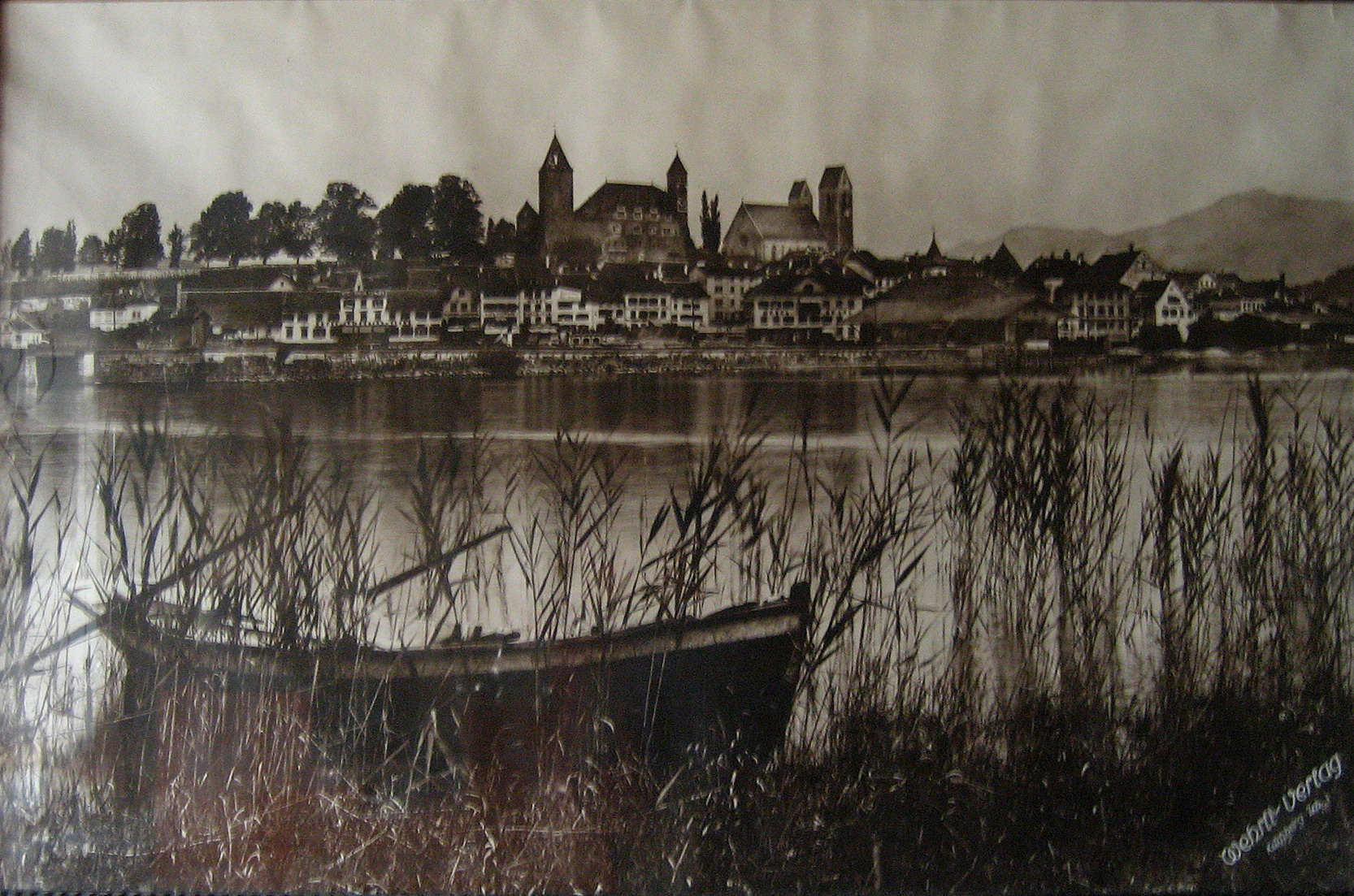
Rapperswil, Fotografie um 1892/94